# Ruta nacional PE-30
La Carretera a San Juan de Marcona, oficialmente PE-30 es una ruta del Eje transversal PE-30 de Red Vial Nacional del Perú. Tiene una longitud de 39.88 km de vía asfaltada. La vía recorre el departamento de Ica.
La ruta forma parte de la interoceánica que conecta Perú con Brasil.